# 蔣超良
蔣 超良（しょう ちょうりょう、ジャン・チャオリャン、1957年8月 - ）は、中華人民共和国の官僚・政治家。湖南省湘潭専区湘陰県汨羅出身。中国共産党第18期中央委員会候補委員、第19期中央委員会委員。交通銀行董事長（会長）、国家開発銀行行長、中国農業銀行董事長（会長）、吉林省人民政府省長、中国共産党湖北省委員会書記、省人大常委会主任などを歴任した。

## 経歴
1957年8月、湖南省湘潭専区湘陰県汨羅で生まれる。
1974年12月より湖南省岳陽市の工芸美術廠で労働鍛錬。
1983年に湖南財経学院（現在の湖南大学）を卒業後、同年、中国農業銀行に入局。在任中の仕事振りは、当時の副行長戴相竜からも賞賛された。
1997年、アジア通貨危機が発生した後、蒋超良は相次いで中国人民銀行の深圳支店と広州支店に派遣された。
2000年6月、中国人民銀行行長助理、党委委員兼弁公庁主任、党委弁公室主任、工会工作委員会主任に就任。
2002年9月、1993年4月、湖北省に移り、副省長に任命される。
2004年1月、国務院は国有独資商業銀行に対して株式改造を行う。同年5月、交通銀行董事長、党委書記に任命。
2008年9月、国家開発銀行党委員会副書記、副董事長兼行長を担当した。中国農業銀行を離れて15年が経過した2011年11月に中国農業銀行に戻り、項俊波に代わって中国農業銀行董事長を務めた。
2014年8月、党務に転じて吉林省に赴任し、吉林省党委員会副書記に就任した。その後、省長代理を経て、同年10月29日には正式に吉林省省長兼省党委副書記に就任した。
2016年10月、中国共産党湖北省委員会書記に転じた。湖北省党委書記は前任の李鴻忠が9月に天津市党委書記へ異動した後、空席となっていた。翌年1月には湖北省人大常委会主任を兼任。
2019年末より湖北省にてCOVID-19が流行し始め、収束する気配のない中、2020年2月13日に湖北省党委書記を更迭された。
2020年3月5日、第13期湖北省人民代表大会常務委員会は30日の第15回会議で、蒋超良省人大常委会主任の辞任を受理した。
2021年8月20日、全国人民代表大会農業農村委員会副主任委員に任命。
2025年2月21日、中国共産党中央紀律検査委員会と国家監察委員会は重大な規律・法律違反の疑いで蔣が調査を受けていると発表した。